# Linkes Forum
Das Linke Forum (Lifo) war eine linkssozialistische Strömung innerhalb der deutschen Grünen.
Das Linke Forum spaltete sich im Perspektiven-Kongress am 17.–19. Juni 1988 von den Ökosozialisten. Es vertrat – so Makoto Nishida – in Abgrenzung von der von ihm als dogmatisch empfundenen Mehrheit in den Ökosozialisten den Wandel von einer Protest- zu einer Konzeptpartei. Kritisiert wurden die Tabuisierung der Koalitionsfrage und die prinzipielle Antistaatlichkeit.

Das Linke Forum vollzog damit eine Parallelentwicklung zum Aufbruch 88, blieb aber vom politischen Ziel her systemkritisch. Es setzte auf außerparlamentarische Bewegung, unterstützte 1988 aber ein Papier zur Anerkennung des staatlichen Gewaltmonopols. Allerdings weigerte es sich – so Ludger Volmer, 

„den konservativen Kräften gegenüber Unterwerfungserklärungen abzugeben.“

Keine Geschlossenheit bestand bei der Frage, ob die basisdemokratischen Ansätze wie Rotationsprinzip aufrechterhalten werden sollten, oder ob eine Professionalisierung stattfinden solle.
Das Linke Forum stand – wie die Strömung der Ökosozialisten – marktwirtschaftlichen Konzeptionen ablehnend gegenüber, forderte eine Demokratisierung der Wirtschaft, radikale Arbeitszeitverkürzung bei vollem Lohnausgleich und die Vergesellschaftung von Schlüsselindustrien. Außenpolitisch stand es der NATO kritisch gegenüber, begrüßte aber – anders als die Ökosozialisten – die Perestroika.
Das Linke Forum verstand die Montagsdemonstrationen in der DDR – wiederum wie die Ökosozialisten – als reaktionären Nationalismus.
Eine Mehrheit zog eine Koalition einer Tolerierung einer SPD-Minderheitsregierung vor.
Viele Mitglieder verließen 1990 die Grünen und traten der PDS bei. Deutlicher als zuvor wurde die Basisdemokratie in Frage gestellt, das Gewaltmonopol des Staates anerkannt. Gegenüber Bündnis 90 verweigerte das Linke Forum sich aber dem Bekenntnis zur Marktwirtschaft.
Die meisten Mitglieder beteiligten sich ab 1993 am Babelsberger Kreis.
Das Forum verfügte über ca. 350 Mitglieder und Sympathisanten und konnte ein Drittel der grünen Delegierten mobilisieren.

## Mitglieder
- Roland Appel
- Renate Damus
- Kerstin Müller
- Jürgen Reents
- Michael Stamm
- Eckhard Stratmann-Mertens
- Ludger Volmer
- Frieder Otto Wolf
- Harald Wolf

## Publikationen
- Lifo/Linkes Forum in den Grünen
- Lifi-Info Neue Folge